# Scaphiophryne
Scaphiophryne Boulenger, 1882 è un genere di rane della famiglia Microhylidae, endemico del Madagascar.

## Specie
Comprende le seguenti specie:
- Scaphiophryne boribory Vences, Raxworthy, Nussbaum & Glaw, 2003
- Scaphiophryne brevis Boulenger, 1896
- Scaphiophryne calcarata Mocquard, 1895
- Scaphiophryne gottlebei Busse & Böhme, 1992
- Scaphiophryne madagascariensis Boulenger, 1882
- Scaphiophryne marmorata Boulenger, 1882
- Scaphiophryne matsoko Raselimanana, Raxworthy, Andreone, Glaw, and Vences, 2014
- Scaphiophryne menabensis Glos, Glaw, and Vences, 2005
- Scaphiophryne spinosa Steindachner, 1882